# Kevin Crossley-Holland
Kevin Crossley-Holland, född 7 februari 1941 i Morsley, är en brittisk författare. Han är bland annat känd för sin trilogi om Kung Artur.

## Priser och utmärkelser
- Carnegie Medal 1985 för Storm